# Balassagyarmati túszdráma
A balassagyarmati túszdráma 1973. január 7. és január 12. között zajlott le a balassagyarmati Geisler Eta Középiskolás Leánykollégiumban, ahol egy testvérpár, Pintye András és László napokon keresztül fegyveresen tartott fogva húsz lányt. Magyarországon ez volt az első modern értelemben vett túszdráma, s a mai napig is a legfelkavaróbb maradt. Külön nehézséget jelentett a helyzet megoldásában, hogy a rendőröknek és katonáknak akkoriban még nem volt tapasztalatuk ilyen incidensekkel.
Az eseménysorozat záróepizódjaként az idősebb elkövető, Pintye András életét vesztette, miután mesterlövészek leterítették; öccsét, Lászlót pedig a későbbiekben hosszú börtönbüntetésre ítélték. Az akkori hatóság és pártvezetés számára kényes volt az ügy, hírzárlat elrendelését is szükségesnek tartották.
A túszejtést óriási társadalmi felháborodás kísérte Balassagyarmaton és a környékén, mert a két túszejtő apja magas rangú párttag volt, s a hivatalával visszaélve tussolta el az idősebb fia korábbi botrányos cselekedeteit.

## Előzmények
A 18 éves Pintye András és a 17 éves Pintye László apja a szobi–miskolci határőrkerület párttitkára volt 1973-ban, édesanyjuk a pártbizottság egyik személyzeti előadója. A gyerekek nem részesültek kellő nevelésben, már igen korán számos csínytevés volt az idősebbik fiú rovásán. Bár András valósággal rettegésben tartotta Balassagyarmat lakosságát, az apa sosem rótta meg a két testvért a kilengésekért, a túszdráma után, a rendőrségnek tett tanúvallomásban felelősnek sem érezte magát a történtekért.
Az apa jegyzőkönyvezett vallomása szerint András 1970-ben a pannonhalmi apátságtól eltulajdonított néhány régi, értékes könyvet, melyeket az apa visszaszolgáltatott. 1972-ben pedig a szomszédjuktól lopott pénzt, de az apa állítása szerint ezt is visszafizette, és egyik esetben sem indult eljárás András ellen. Visszaemlékezések szerint a fiúk más, törvénybe ütköző cselekedeteket is műveltek, de az apa egyenesen megfenyegette a sértetteket, hogy ne merjenek akárcsak feljelentést is tenni.
Habár András volt autószerelő-ipari tanuló, tanulni nem szeretett, s bizonyítványt sem szerzett. Ahogy az iskolához, a munkához sem volt kedve, akárhová is került, mindig otthagyta a munkahelyét. 1972 decemberében is elküldték a Budapesti Asztalosipari Vállalathoz segédmunkásnak. Négy napig tartózkodott ott, de nem jelent meg a vállalatnál, sőt még a családja által kiutalt zsebpénzt (500 forintot) is egyszerűen elszórta. Az apa képtelen volt megfékezni az idősebbik fiát, aki kereken kijelentette, hogy nem hajlandó se tanulni, se dolgozni. Ezért január 8-án katonai sorozásra akarta küldeni.
Andrásban ekkor fogalmazódott meg végérvényesen, hogy Nyugatra szökik, mégpedig egy látványos balhé kíséretében: túszul ejti a városi lánykollégium diákjait. A tervébe először az öccsét, Lászlót, majd később több haverját is bevonta. A haverok végül nem mentek bele a tervbe. A testvérek elloptak az apjuktól egy gépkarabélyt, valamint egy hadi pisztolyt, s így készültek a túszejtésre.
Valószínűleg nem véletlenül eshetett a választás a Geisler Eta nevét viselő lánykollégiumra, ugyanis odajárt egy lány, akinek Pintye András udvarolt, de az kikosarazta. András még küldött neki egy képeslapot 1972 karácsonyán, amelyben bosszút esküdött a lánynak.

## A túszdráma

### A kezdet
1973. január 7-én este 10 óra körül András és László a fegyvereikkel és más eszközökkel besétáltak a kollégium első emeletére, ahol húsz, a téli szünetről visszatért lány tartózkodott. A lányokat összeterelték a 14-es számot viselő szobába. Ekkor még nem barikádozták el az ajtót, s a folyosóra is gyakran kimentek, így hajnalban öt lánynak sikerült kereket oldania a földszinti ebédlő ablakán keresztül. Ahogy kijutottak az utcára, belebotlottak két járőrbe, akik először hitetlenkedve fogadták a bejelentést, de végül a lányok győzködésére bementek az épületbe ugyanazon az ablakon keresztül, ahol a lányok kiléptek az utcára. András, aki éppen a folyosón tartózkodott egy lánnyal, megijedt, a szobába rohant, és a testvérével együtt eltorlaszolták az ajtókat. A lány, aki Andrással volt a folyosón, hatodikként szabadult a fogságból. A rendőrök megkísérelték kinyitni az ajtót, amire a fiúk lövésekkel válaszoltak. Személyi sérülés csodával határos módon nem történt.
A rendőrség ekkor nagy erőkkel kezdett intézkedni. A helyszínre érkezett a rendőrkapitány is – aki jól ismerte az elkövetők apját –, mire a testvérpár azzal fenyegetőzött, hogy két lányt kivégeznek, amennyiben a rendőrség nem távozik a helyszínről.

### Tárgyalás a túszejtőkkel
A belügyi vezetők átvették az ügyet a hatóságoktól, és bevezették a szükségállapotot a városban. Személyesen Biszku Béla és Benkei András intézkedtek az ügyben, lévén a két túszejtő édesapja magas rangú párttag volt. Biszku hozatott profi mesterlövészeket a városba. A rendőrökön kívül a katonaságot és a munkásőrséget is riasztották, de mind a rendőri vezetők, mind a katonák tanácstalanok voltak, nem volt konkrét elképzelésük a 14 túsz kiszabadításáról. A két túszejtővel sem voltak képesek megfelelő módon tárgyalni, habár a 14-es számú szoba operatív lehallgatását meg tudták oldani, így a benn elhangzottakról valamelyest tudomása volt a hatóságoknak.
A testvérek több követeléssel is előálltak a túszdráma napjaiban, amelyek lényege a következőkben foglalható össze.
Harminc percet adtak a követeléseik teljesítésére, amik között egy lefüggönyözött autóbusz szerepelt két sofőrrel; ezzel a Ferihegyi repülőtérre (ma Liszt Ferenc repülőtér) mennének, s csak ott engednék szabadon a foglyul ejtett lányokat. Külön kérték a teljes út szabaddá tételét. Közölték, hogy jelentős fegyverarzenáljuk van (géppisztolyok, két kispuska, egy sörétes puska), de ezen állítások a hatóság félrevezetését szolgálták.
Továbbá felszólították a rendőröket 10 percen belül hat pisztoly és mindegyikhez két-két tartalék tár átadására. Ezeket az a lány hozna el, akivel a követeléseket tartalmazó levelet íratták.
Ferihegytől már repülőn képzelték el a továbbhaladást Ausztriába (az incidens kezdetén László még azt állította a foglyainak, hogy Görögországba, mivel ott mediterrán az éghajlat). Útravalónak még nagy mennyiségű valutát (egymillió amerikai dollárt, százezer nyugat-német márkát, négyszázezer svájci frankot) követeltek olyan papírral, ami szerint az államvezetés önként adta át a pénzt. Ennek nyomatékosítására Kádár János, Fock Jenő, Losonczi Pál és Czinege Lajos aláírását követelték. Még további fegyverek átadása is szerepelt a követeléseik között (hat géppisztoly két-két tartaléktárral, 30 db kézigránát, egy rádióvevő és két gumibot), amelyeket útközben, a Rákóczi úton kellett volna elhelyezni.
A hatóság nem teljesítette a követeléseket, sőt ez ilyen rövid időn belül képtelenség is lett volna. Végül a túszejtők január 12-ét szabták meg határidőnek, nyomatékosításul hozzátéve, hogy amennyiben egyik követelésük se teljesül, megkezdik a lányok kivégzését.
A hatóságok az első napi teljes eredménytelenségük miatt másnap a helyszínre kérették a Pintye szülőket, hátha azok jobb belátásra tudják bírni a két fiút. Mivel azonban korábban a szülők semmit sem törődtek a gyerekeik nevelésével, a két fiú – különösen András – semmibe vette a kérésüket, sőt durván el is zavarták a szüleiket. András (ahogy az apja állította) nagyon neheztelt rájuk a sorkatonaság miatt. Ekkor a balassagyarmati kórház pszichiátriai és neurológiai osztályának főorvosa, dr. Samu István próbálkozott egyezkedni a túszejtőkkel. Ővele András és László hajlandó volt szóba elegyedni, és sokáig a doktor vitt be élelmiszert és vizet a kollégiumi szobába, illetve szolgált információval a rendőröknek a benn uralkodó körülményekről. A doktor műanyag vödröket is juttatott be a szobába, mert a lányok már nem használhatták a mellékhelyiségeket.
Január 9-én az egyik kétségbeesett lány kiszabadult; kivetette magát az ablakon, éppen akkor, amikor a rendőrség az ajtón keresztül folytatott tárgyalást a fiúkkal. Később László az ajtón kívül is tárgyalt a hatóságokkal.

### A válság elmélyülése
Minthogy a rendőrség és a katonaság napokig csak tétovázott, mindez Balassagyarmat lakossága körében óriási felháborodást keltett, ami a helyi pártvezetést is aggodalommal töltötte el. Bár a sajtó a párt utasításának megfelelően kezelte az ügyet – azaz hírzárlat volt érvényben, illetve igyekeztek úgy láttatni, hogy a hatóság ura a helyzetnek –, a város a túszok családtagjai és barátai s a Pintye fiúk korábbi üzelmei miatt lincshangulatban volt. Fennállt a veszélye, hogy a Pintye házaspárt meg is támadják, ezért őket titokban menekítették ki Balassagyarmatról. A túszejtők ráadásul külön követelték még a hírzárlat feloldását is – nyilván vágytak a személyes hírnévre.
Szovjet katonai tanácsadók altatógáz beszivárogtatását javasolták az épületbe, amit azonban néhányan elvetettek. Ezen módszer helytelenségét évtizedekkel későbbi oroszországi túszdrámák, például a Dubrovka Színházban, csecsen terroristák által elkövetett támadás miatti beavatkozások tragikus kimenetele is igazolta.
A Pintye testvérek hajthatatlanok maradtak. Újabb követeléseik még hajmeresztőbbek lettek, már páncélozott harckocsi kirendelését kérték: ezzel akartak Nyugatra távozni. A napok múlásával az elbarikádozott szobában egyre szörnyűbb állapotok uralkodtak. A lányokat az idősebb fiú folyamatosan félelemben tartotta, nem engedte ki őket a szükségleteik elvégzésére, alig kaptak enni, sőt volt olyan, hogy órákig a falnál kellett térdelniük. A kimerült lányok aludni sem tudtak. Egyik alkalommal kis kiflit és némi tejet kaptak, amitől hasmenésük támadt. András ennek ellenére sem engedte ki őket a mellékhelyiségbe – a fiúk durván annyit közöltek velük, üljenek az ablak szélére, és az utcára ürítve végezzék a dolgukat.
Beszámolók szerint Pintye Lászlónak megtetszett az egyik lány. Ő, remélve, hogy ezzel megóvhatja az életét, elfogadta a fiú közeledését. Egy másik lány már úgy kimerült, hogy kijelentette, lelőhetik, de távozni akar az épületből. András ekkor azzal fenyegette meg, hogy alaposan elveri, ha nem fogad szót.
Miután a rendőrség kihozta az egyik lányt az épületből, András őrjöngött, és onnantól még kegyetlenebbül bánt a túszokkal. Azt hitte, ők és az öccse összejátszanak ellene, ezért már néhány lány megölését tervezte.

### A túszok kiszabadítása[1]
Január 11-én a túszejtők kiengedtek a folyosóra vízért egy lányt, aki viszont már nem tért vissza a szobába, így a fogvatartottak száma 12-re csökkent. A kollégiumot környező épületeket mesterlövészek foglalták el. Ezen a napon László négy lövést adott le a szemben lévő tanácsházára, de senkit sem talált el.
Január 12-én mindenképpen be kellett fejezni az akciót, így a hatóságok kihívták Lászlót a folyosóra, hogy tárgyaljanak vele, közben Andrást egy teherautó beindításával megpróbálták az ablakhoz csalni. A kísérlet nem járt sikerrel, András nem ment az ablakhoz, László pedig visszatért a szobába. Később, amikor senki sem várta, mert már nem voltak zajok, András egyszer csak az ablakhoz lépett, s ekkor lelőtték. A boncolási jegyzőkönyv szerint három találat érte: a jobb kezén, a hasa jobb oldalán és a mellkasán. László és a lányok ekkor elhúzták az ajtó előtti torlaszt. Lászlót a folyosón tartóztatták le.

## A következmények

### A nyomozás és a bírósági per
A túszejtést követő rendőrségi nyomozás során végzett házkutatáskor más, a testvérek által fabrikált fegyverek, így csákánynyélből készült ütlegek kerültek elő. A Pintye testvérek ezeket két határőr leütésére akarták felhasználni, hogy így juthassanak fegyverekhez.
Az ügyészség a vádemelésében letöltendő börtönbüntetést kért a túszdrámát túlélő elkövetőre, Pintye Lászlóra, akit aztán a bíróság 15 év börtönbüntetésre ítélt. Hosszú büntetéséből 1984. április 12-én, azaz 11 év és 3 hónap után feltételesen szabadult. Két másik személyt már január 8-án letartóztattak, de csak később vádolták meg őket azzal, hogy közvetve részük volt a balassagyarmati túszdrámában. Egy további személynek, aki a büntetőperben ötödrendű vádlottként szerepelt, László még a negyedik napon egy levelet is hagyott hátra. András elmesélte az egyik lánynak, hogy eredetileg másokat is be akartak vonni az akcióba, de azok nem vállalkoztak a részvételre. Sem a nevüket nem említette, sem azt, hogy konkrétan hány emberről volt szó.
A bíróság az ügyben Pintye Lászlón kívül még négy vádlottra rótt ki ítéletet. A legsúlyosabb 4 év letöltendő szigorított börtön, a legenyhébb 8 hónap fiatalkorúak fogházában letöltendő szabadságvesztés volt. Az elsőfokú ítéletek február 23-án születtek meg, jogerőre május 7-én emelkedtek.

### A túszok és túszejtők viszonya az incidens alatt
A testvérek mostohán bántak a túszaikkal, de nem követtek el komoly fizikai erőszakot a sérelmükre. Olykor-olykor történt kontaktus közöttük, mindkét fél tett bátortalan kísérleteket a másikhoz való közelebb kerülésre. Az egyik tanúvallomás szerint András nem titkolt célja az volt, hogy Nyugatra távozta után bűnözői életmódot folytasson, ugyanis sose akart dolgozni, de a disszidáláshoz pénz kellett. További túszejtések tervei fogantak meg benne, amelyekkel újabb pénzt kereshetne, sőt olyan gyermeteg ábrándjai is voltak, miszerint államtitkokat adna el nyugati országoknak, mert az apja párttitkár. A lányoknak azt is elmondta, hogy ő már három éve készült erre a balhéra, s ehhez szakkönyveket is tanulmányozott.
A túszok Lászlóval sokkal könnyebben kijöttek, őt megértőbbnek és szimpatikusabbnak tartották Andrásnál. Mindkettőjüket megpróbálták rábeszélni a szándékuk megváltoztatására, majd pedig Lászlót arra is megpróbálták rávenni, hogy segítsen ártalmatlanítani Andrást. László azonban ilyesmibe nem ment bele, sőt elmondta Andrásnak, akinek a dühe miatt a lányoknak aztán el kellett szenvedniük a hosszas térdepelést, nem aludhattak, vagy pedig András hamar felzavarta őket az álmukból. Az első este olyan otromba módon viccelődött a lányokkal, hogy a kivégzés előtt szépségversenyt tartanak, és a legcsúnyábbat fogják elsőnek megölni. Csökkentette az élelmiszeradagokat, s mindenféle ostoba játékot talált ki, csak hogy a lányok ne tudjanak pihenni.
A túszdráma végén a sértettek alultáplált és kissé kiszáradt állapotban kerültek kórházba. Többeknek már ekkor komoly emésztési és idegrendszeri problémái támadtak. A legfiatalabbaknál apátiás állapotok léptek fel, az orvosi diagnózis szerint ők érzékelték a legkevésbé a veszélyt. Másokat viszont már a legapróbb (különösen a kattogó) zajok félelembe hoztak. Az orvosi diagnózis arra következtetett, hogy a traumatizáció csak később fog kiváltani valamilyen rossz pszichikai reakciót.

## A túszdráma utóélete
Ehhez fogható, megrázó incidensre az azóta eltelt időben sem került sor Magyarországon. A túszejtés nem volt különösebben jól kidolgozott, és a testvérek a képességeiket túlbecsülve szinte lehetetlen vállalkozásba fogtak bele, de kellő tapasztalat hiányában a hatóságoknak is csak üggyel-bajjal, napok elteltével sikerült véget vetniük a tortúrának. A korabeli újságokból ki is derül, hogy a pártvezetés abban hitt, hogy a nyugat-európaiakhoz hasonló túszejtések bekövetkeztének Magyarországon semmi esélye sem lehet.
Az esetet több szerző is feldolgozta fikcióként. Először Végh Antal 1986-ban, a Könyörtelenül című regényében, amiből Gazdag Gyula 1989-ben Túsztörténet címmel készített filmet. Később Finta Kata Túszdráma Balassagyarmaton c. regényében emlékezett vissza az esetre mint balassagyarmati lakos.
A történetről nyilvánosan először beszélő szereplőket (Lászlót, a túszul ejtett lányokat és a hatóságok tagjait is) Hatala Csenge szólaltatta meg Hírzárlat című tényregényében. Ez a könyv kizárólag a hiteles dokumentumokra és a szereplők visszaemlékezéseire támaszkodik. A sértettek az események hatására hosszú ideig nem beszéltek a történtekről – volt, aki sohasem. Hozzátartozik ehhez, hogy a kommunista párt próbálta bagatellizálni az eseményt, mivel az a Pintye szülők magas beosztása és a felelős beosztású személyek hezitálása miatt többszörösen is kínos volt a felsőbb vezetők számára. Épp ezért a hatóságok nem bántak elég korrektül az áldozatokkal, sőt igyekeztek nyomást gyakorolni rájuk, hogy hallgassanak a történtekről.